# Llista de monuments d'Abrera
Llista de monuments d'Abrera inclosos en l'Inventari del Patrimoni Arquitectònic Català per al municipi d'Abrera (Baix Llobregat). Inclou els inscrits en el Registre de Béns Culturals d'Interès Nacional (BCIN) amb la classificació de monuments històrics i els Béns Culturals d'Interès Local (BCIL) de caràcter arquitectònic.
| Monument                                                            | Protecció   | Estil/època             | Localització                                              | Coordenades                                            | Codi?         | Imatge |
| ------------------------------------------------------------------- | ----------- | ----------------------- | --------------------------------------------------------- | ------------------------------------------------------ | ------------- | --- |
| Castell de Voltrera, o Capella de Sant Pere del castell de Voltrera | BCIN 251-MH | Romànic XI              | Abrera Urbanització de Can Vilalba                        | 41° 31′ 31″ N, 1° 55′ 37″ E / 41.525411°N,1.927051°E   | RI-51-0005167 | Castell de Voltrera (Abrera) · Vegeu més fotos d'aquest monument · Carregueu una nova foto d'aquest monument                      |
| Capella de Sant Hilari                                              |             | Preromànic X            | Abrera A 1 km de la parròquia d'Abrera en direcció al riu | 41° 31′ 15″ N, 1° 54′ 41″ E / 41.520833°N,1.911515°E   | IPA-18065     | Capella de Sant Hilari (Abrera) · Vegeu més fotos d'aquest monument · Carregueu una nova foto d'aquest monument                   |
| Església parroquial de Sant Pere d'Abrera                           |             | Romànic XI, XII         | Abrera C. de l'Església, 9                                | 41° 31′ 04″ N, 1° 54′ 07″ E / 41.517878°N,1.901870°E   | IPA-18066     | Església parroquial de Sant Pere d'Abrera · Vegeu més fotos d'aquest monument · Carregueu una nova foto d'aquest monument         |
| Cal Sanmartí                                                        |             | Modernisme XX           | Abrera C. Major, 20                                       | 41° 30′ 56″ N, 1° 54′ 08″ E / 41.51562°N,1.902207°E    | IPA-18067     | Cal Sanmartí (Abrera) · Vegeu més fotos d'aquest monument · Carregueu una nova foto d'aquest monument                             |
| Can Sucarrats                                                       |             | Obra popular XVIII      | Abrera                                                    | 41° 30′ 55″ N, 1° 55′ 27″ E / 41.515216°N,1.924252°E   | IPA-18070     | Carregueu una nova foto d'aquest monument                                                                                         |
| Creu de terme d'Abrera                                              |             | Gòtic XVI-XVII, XX      | Abrera Pl. de la Creu                                     | 41° 30′ 53″ N, 1° 54′ 09″ E / 41.514793°N,1.90243°E    | IPA-18071     | Creu de terme d'Abrera · Vegeu més fotos d'aquest monument · Carregueu una nova foto d'aquest monument                            |
| Can Moragues                                                        |             | Obra popular XVIII-XIX  | Abrera Ctra. de Caldes a Olesa de Montserrat BV-1201      | 41° 30′ 32″ N, 1° 55′ 12″ E / 41.508808°N,1.919961°E   | IPA-18072     | Carregueu una nova foto d'aquest monument                                                                                         |
| Can Noguera                                                         |             | Obra popular XVII       | Abrera Ctra. Urbanització Can Amat, 12                    | 41° 30′ 29″ N, 1° 53′ 59″ E / 41.50817°N,1.89972°E     | IPA-18074     | Carregueu una nova foto d'aquest monument                                                                                         |
| Can Garrigosa                                                       |             | Obra popular XVIII      | Abrera Camí urbanització Can Amat                         | 41° 30′ 41″ N, 1° 51′ 49″ E / 41.511371°N,1.863502°E   | IPA-18076     | Carregueu una nova foto d'aquest monument                                                                                         |
| Mas de Sant Hilari                                                  |             | Obra popular XV-XVI, XX | Abrera Camí paral·lel a la via dels FF.CC.                | 41° 31′ 14″ N, 1° 54′ 38″ E / 41.520618°N,1.910656°E   | IPA-18077     | Mas de Sant Hilari (Abrera) · Vegeu més fotos d'aquest monument · Carregueu una nova foto d'aquest monument                       |
| Can Vilalba                                                         |             | Obra popular XVIII      | Abrera Ctra. Urbanització Can Villalba                    | 41° 31′ 29″ N, 1° 55′ 22″ E / 41.5246852°N,1.9226753°E | IPA-18078     | Can Villalba (Abrera) · Vegeu més fotos d'aquest monument · Carregueu una nova foto d'aquest monument                             |
| Can Mataró                                                          |             | Obra popular XVI-XVII   | Abrera Av. Generalitat, 11-13                             | 41° 31′ 06″ N, 1° 54′ 02″ E / 41.518215°N,1.900462°E   | IPA-18086     | Can Mataró (Abrera) · Vegeu més fotos d'aquest monument · Carregueu una nova foto d'aquest monument                               |
| Can Martinet                                                        |             | Obra popular XVIII      | Abrera Pl. de l'Església, 8                               | 41° 31′ 01″ N, 1° 54′ 07″ E / 41.516977°N,1.901921°E   | IPA-18087     | Can Martinet (Abrera) · Vegeu més fotos d'aquest monument · Carregueu una nova foto d'aquest monument                             |
| Escoles velles                                                      |             | Noucentisme XX Inici    | Abrera C. Salvador Espriu, 1                              | 41° 30′ 58″ N, 1° 54′ 09″ E / 41.516199°N,1.902497°E   | IPA-18088     | Escoles velles (Abrera) · Vegeu més fotos d'aquest monument · Carregueu una nova foto d'aquest monument                           |
| Cal Xafre                                                           |             | Obra popular XVII-XVIII | Abrera C. Major, 35                                       | 41° 30′ 55″ N, 1° 54′ 09″ E / 41.515182°N,1.902526°E   | IPA-18089     | Cal Xafre (Abrera) · Vegeu més fotos d'aquest monument · Carregueu una nova foto d'aquest monument                                |
| Ajuntament vell                                                     |             | Noucentisme XX Inici    | Abrera C. Major, 3                                        | 41° 30′ 58″ N, 1° 54′ 09″ E / 41.516000°N,1.902369°E   | IPA-18090     | Ajuntament vell (Abrera) · Vegeu més fotos d'aquest monument · Carregueu una nova foto d'aquest monument                          |
| Conjunt d'habitatges al carrer Sant Pere                            |             | Eclecticisme XIX        | Abrera C. Sant Pere, 10-14                                | 41° 30′ 50″ N, 1° 54′ 09″ E / 41.514019°N,1.902474°E   | IPA-18091     | Conjunt d'habitatges al carrer Sant Pere (Abrera) · Vegeu més fotos d'aquest monument · Carregueu una nova foto d'aquest monument |
| Cal Santugeni                                                       |             | Noucentisme XX Inici    | Abrera C. Major, 47                                       | 41° 30′ 54″ N, 1° 54′ 09″ E / 41.514948°N,1.902590°E   | IPA-18092     | Cal Santugeni (Abrera) · Vegeu més fotos d'aquest monument · Carregueu una nova foto d'aquest monument                            |
| Casa a la plaça de l'Església, 3                                    |             | Obra popular XIX        | Abrera Pl. de l'Església, 3. Santa Maria de Vilalba       | 41° 30′ 41″ N, 1° 55′ 54″ E / 41.511475°N,1.931672°E   | IPA-18094     | Carregueu una nova foto d'aquest monument                                                                                         |
| Església parroquial de Santa Maria de Vilalba                       |             | Historicisme XX         | Abrera Pl. de l'Església, 1. Santa Maria de Vilalba       | 41° 30′ 41″ N, 1° 55′ 53″ E / 41.511446°N,1.931433°E   | IPA-18095     | Carregueu una nova foto d'aquest monument                                                                                         |
| Can Torres                                                          |             | Obra popular XVIII-XIX  | Abrera C. de Can Torres                                   | 41° 30′ 23″ N, 1° 55′ 28″ E / 41.506309°N,1.924424°E   | IPA-18097     | Carregueu una nova foto d'aquest monument                                                                                         |
| Ermita de Sant Ermengol                                             |             | Obra popular XVI, XVIII | Abrera                                                    | 41° 31′ 08″ N, 1° 52′ 10″ E / 41.518887°N,1.869446°E   | IPA-19432     | Carregueu una nova foto d'aquest monument                                                                                         |
| Safareigs del carrer de la Font                                     |             | Obra popular XIX        | Abrera C. de la Font                                      | 41° 30′ 50″ N, 1° 54′ 12″ E / 41.513819°N,1.903220°E   | IPA-32819     | Safareigs del carrer de la Font (Abrera) · Vegeu més fotos d'aquest monument · Carregueu una nova foto d'aquest monument          |
| Pou de gel del Torrent Gran                                         |             | Obra popular            | Abrera Camí dels Sagraments                               | 41° 30′ 53″ N, 1° 53′ 24″ E / 41.514654°N,1.889882°E   | IPA-40709     | Carregueu una nova foto d'aquest monument                                                                                         |